# Gerlad Buder
Gerlad Buder (ur. 10 października 1962) – niemiecki kolarz torowy reprezentujący NRD, brązowy medalista mistrzostw świata.

## Kariera
Największy sukces w karierze Gerlad Buder odniósł w 1982 roku, kiedy wspólnie z Detlefem Machą, Mario Hernigiem i Volkerem Winklerem wywalczył brązowy medal w drużynowym wyścigu na dochodzenie podczas mistrzostw świata w Leicester. W tym samym roku, razem z Berndem Dittertem, zdobył również srebrny medal w madisonie na torowych mistrzostwach NRD. Nigdy nie wystąpił na igrzyskach olimpijskich.